# 茨爾文卡
茨爾文卡是塞爾維亞的城鎮，由西巴奇卡州負責管轄，位於該國北部，面積66平方公里，海拔高度86米，主要經濟活動有工業和農業，2002年人口10,315。

## 外部連結
- "Local Community Site"
- www.crvenka.com

45°39′31″N 19°27′20″E / 45.65861°N 19.45556°E